# Rabu
Rabu (arab. ربعو) – miejscowość w Syrii, w muhafazie Hama. W 2004 roku liczyła 2288 mieszkańców.